# Dîven, Koreț
Dîven (în ucraineană Дивень) este un sat în comuna Velîki Mejîrici din raionul Koreț, regiunea Rivne, Ucraina.

## Demografie
Componența lingvistică a localității Dîven
     Ucraineană (99,19%)
     Alte limbi (0,81%)
Conform recensământului din 2001, majoritatea populației localității Dîven era vorbitoare de ucraineană (99,19%), existând în minoritate și vorbitori de alte limbi.